# Province de Chumphon
Chumphon (en thaï : ชุมพร) est une province (changwat) de Thaïlande.

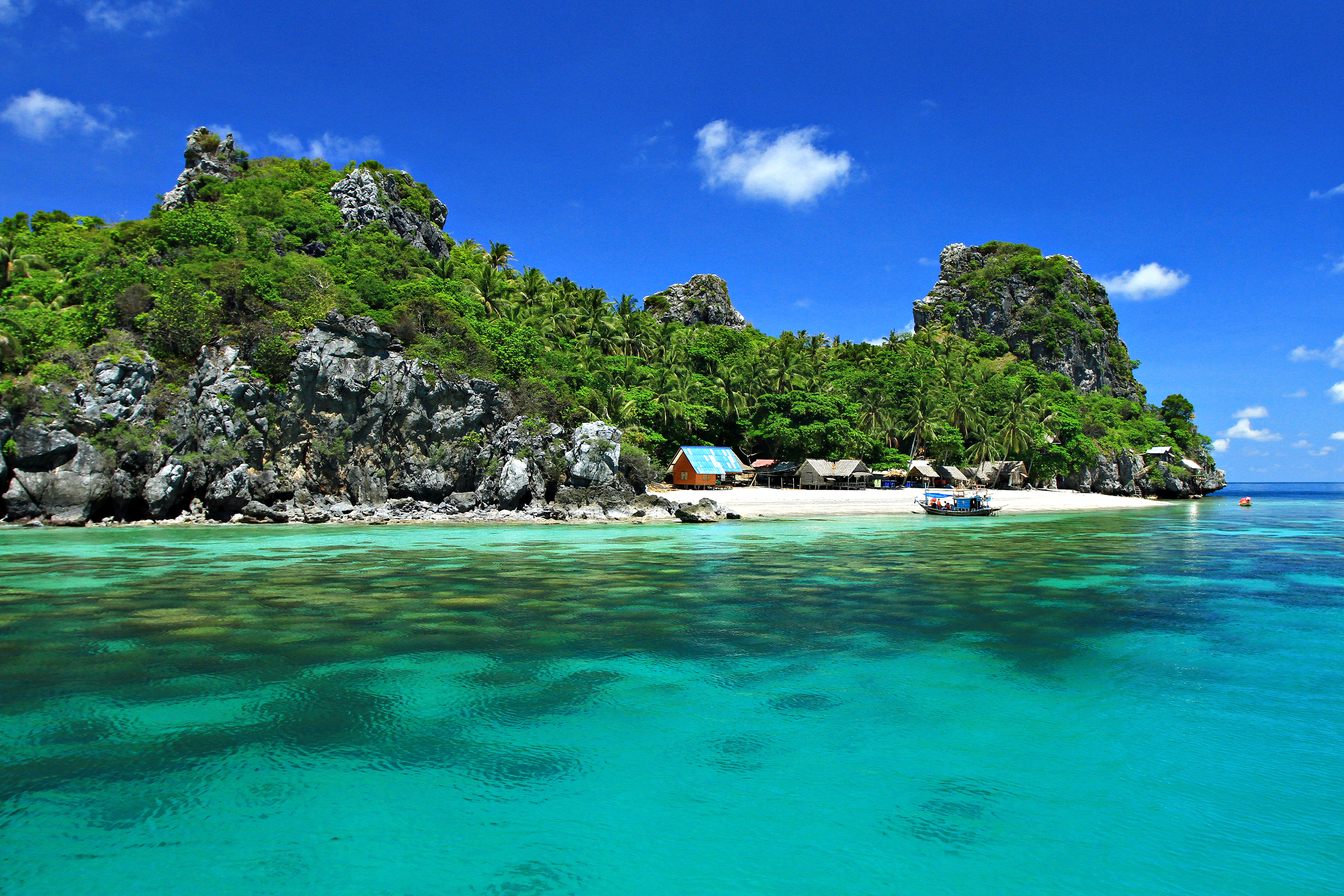
Parc national de Mu Ko Chumphon

Elle est située dans le sud du pays, sur le golfe de Thaïlande. Sa capitale est la ville de Chumphon.

## Subdivisions

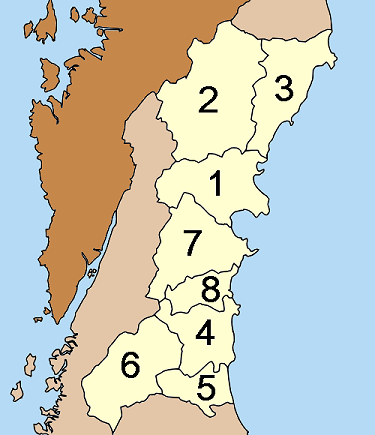
Carte des amphoe de la province de Chumpon.

Chumphon est subdivisée en 8 districts (amphoe) : Ces districts sont eux-mêmes subdivisés en 70 sous-districts (tambon) et 674 villages (muban).
| 1. Mueang Chumphon 2. Tha Sae 3. Pathio 4. Lang Suan | 1. Lamae 2. Phato 3. Sawi 4. Thung Tako |

## Archéologie
Dans la province se trouve le site protohistorique de Khao Sam Kaeo, fouillé à partie des années 1980, qui a mis au jour des traces d'échanges commerciaux, notamment des tambours de Dong Son, des parures de la Culture de Sa Huỳnh et d'autres origines indiennes. Un atelier d'artisans indiens était peut-être actif sur le site.